# Galleria Palatina
Galleria Palatina is een museum in het Palazzo Pitti in Florence in Italië.
Het heeft veel verschillende zalen met werken van onder meer de kunstschilders:
- Sandro Botticelli
  - Giovane (Portret van een jongeling) (circa 1470)
  - Madonna col Bambino e san Giovannino (Madonna met kind en de jonge Johannes) (1495)

- Caravaggio
  - Ritratto di fra Antonio Martelli, Cavaliere di Malta (Portret van Fra Antonio Martelli als Maltezer ridder) (1608–1609)

- Fra Filippo Lippi
  - Tondo Bartolini

- Artemisia Gentileschi
  - La Conversione della Maddalena (De bekering van Maria Magdalena) (1615-1616)
  - Giuditta con la sua ancella (Judith met haar dienares) (1618-1619)

- Rafaël
  - Madonna met kind (Rafaël) (Madonna del granduca (Madonna con il Bambino), (circa 1506)
  - Agnolo Doni (Rafaël) (1506-1507)
  - Maddalena Doni (Rafaël) (1506-1507)
  - Tommaso Inghirami detto Fedra Inghirami (circa 1510)
  - Madonna della seggiola (1513-1514)
  - La Donna Velata (Ritratto di donna) (1515-1516)
  - Visione di Ezechiele (Visioen van Ezechiël) (1518)

- Peter Paul Rubens
  - I quattro filosofi (De vier filosofen) (circa 1612)
  - Resurrezione di Cristo (Il sepolcro pasquale) (De verrijzenis van Christus) (1616)

- Titiaan
  - Boetende Maria Magdalena, 85 x 68 cm

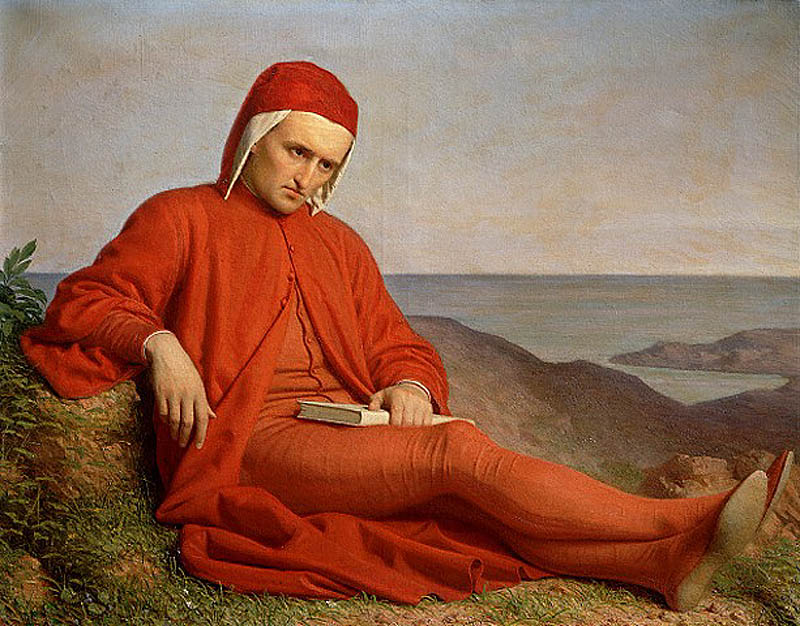
Domenico Peterlini, Dante Alighieri in ballingschap, ca. 1860
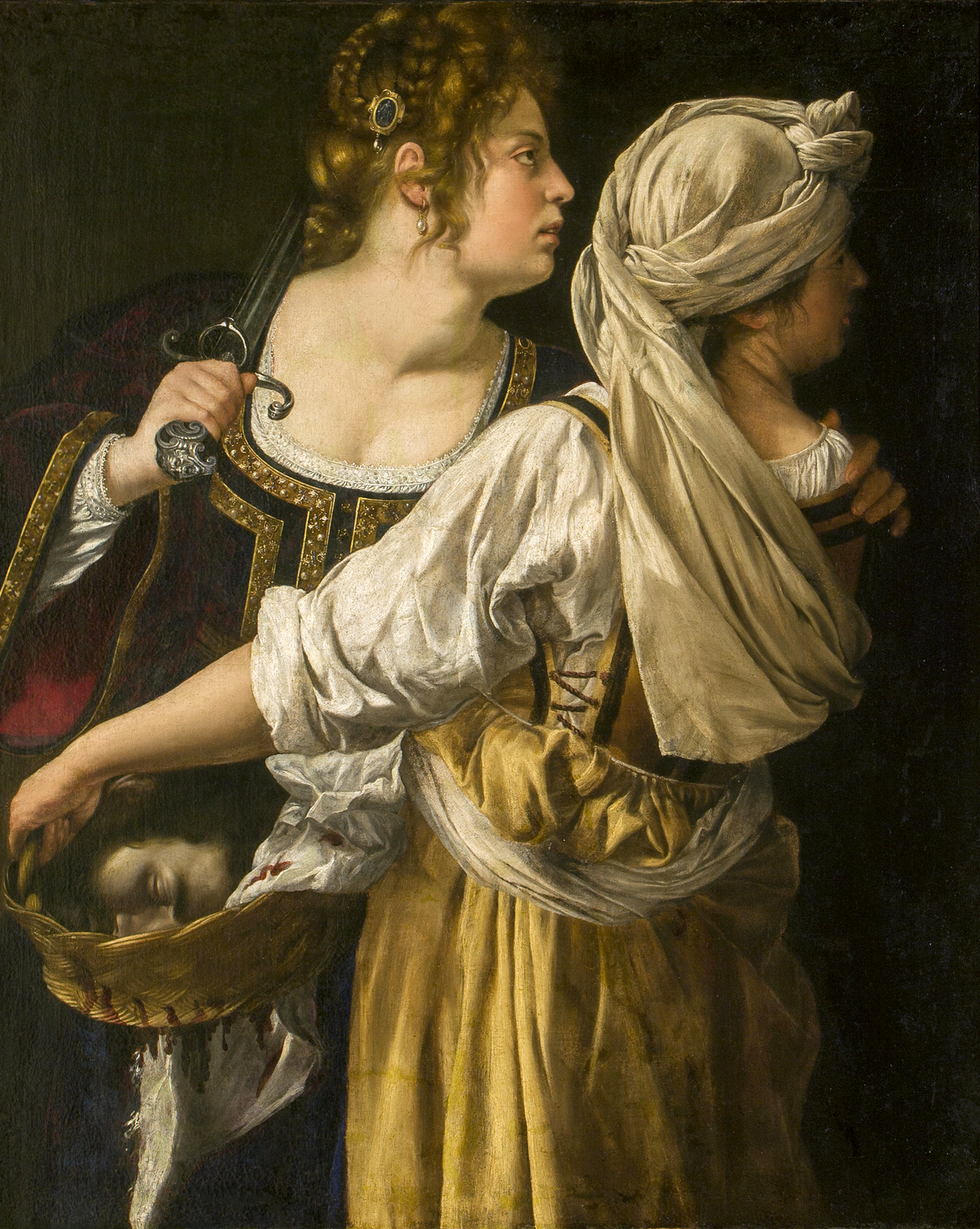
Artemisia Gentileschi, Judith en haar dienstmaagd, 1618-1619
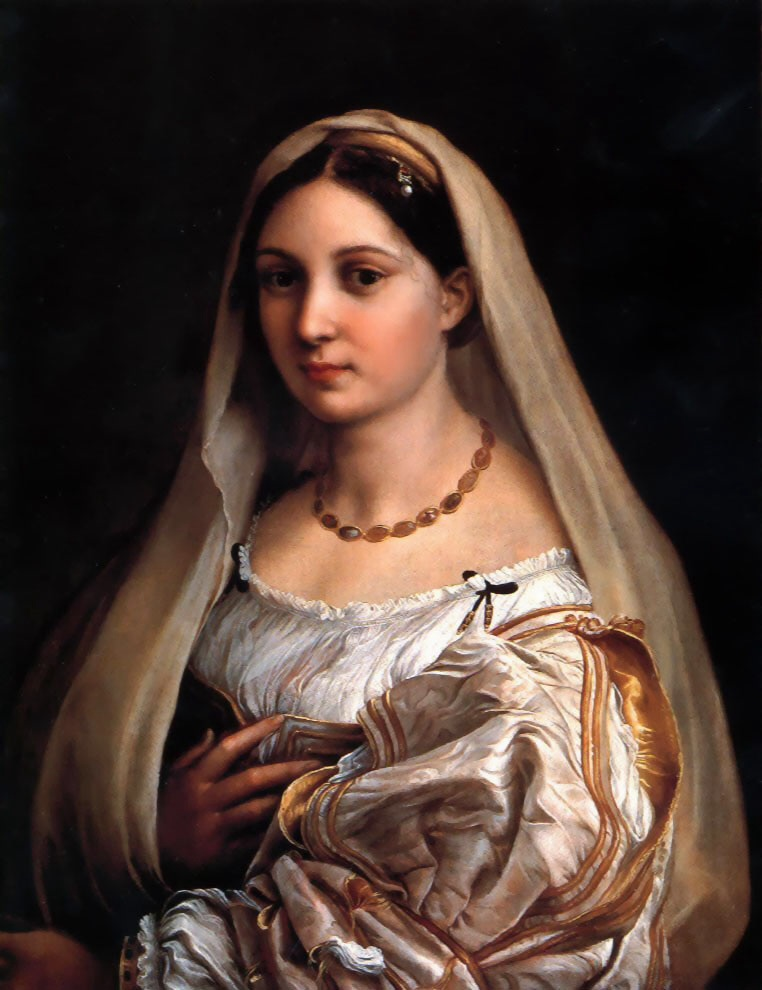
Rafaël, La Donna Velata, 1515
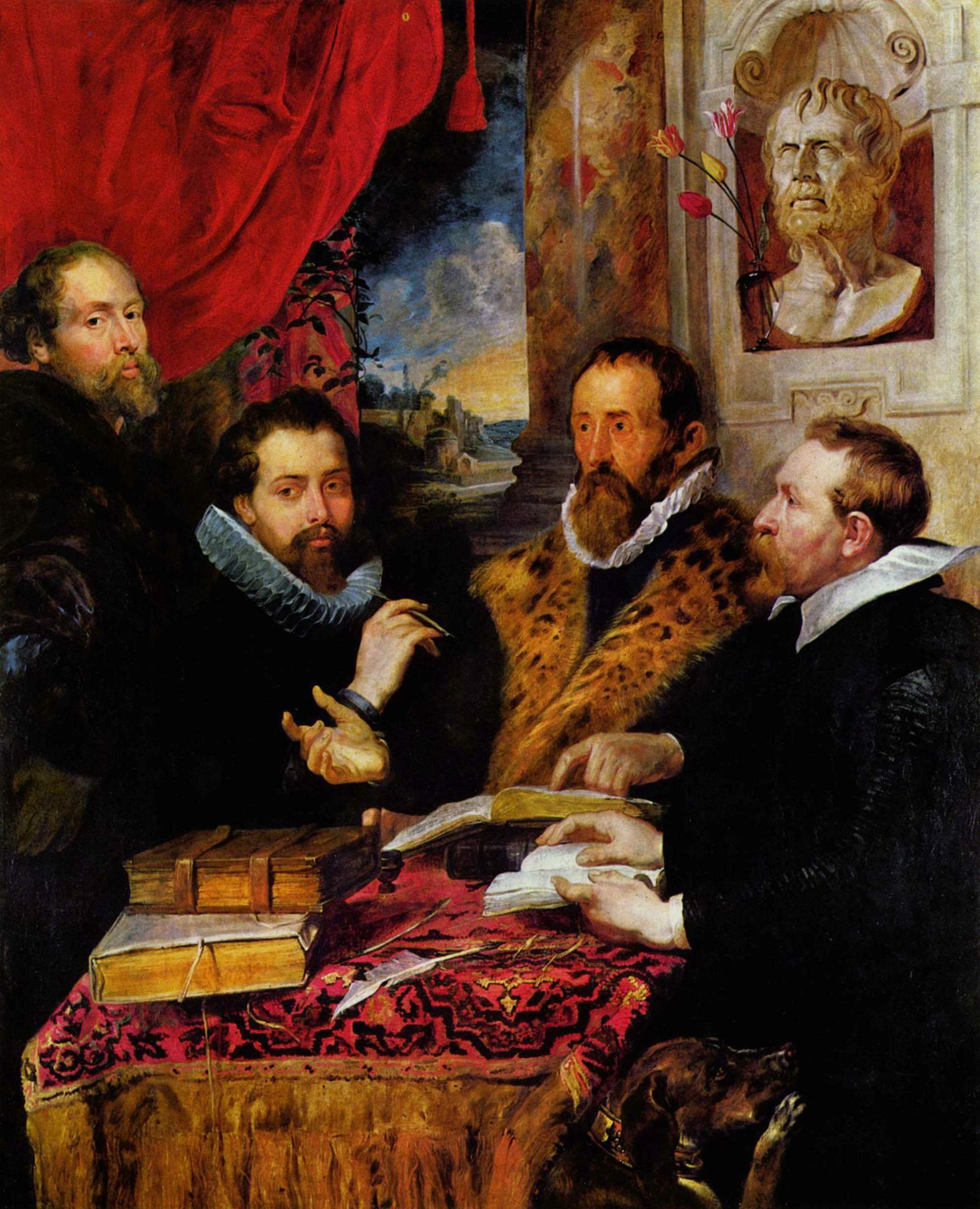
Peter Paul Rubens, De vier filosofen, ca. 1612
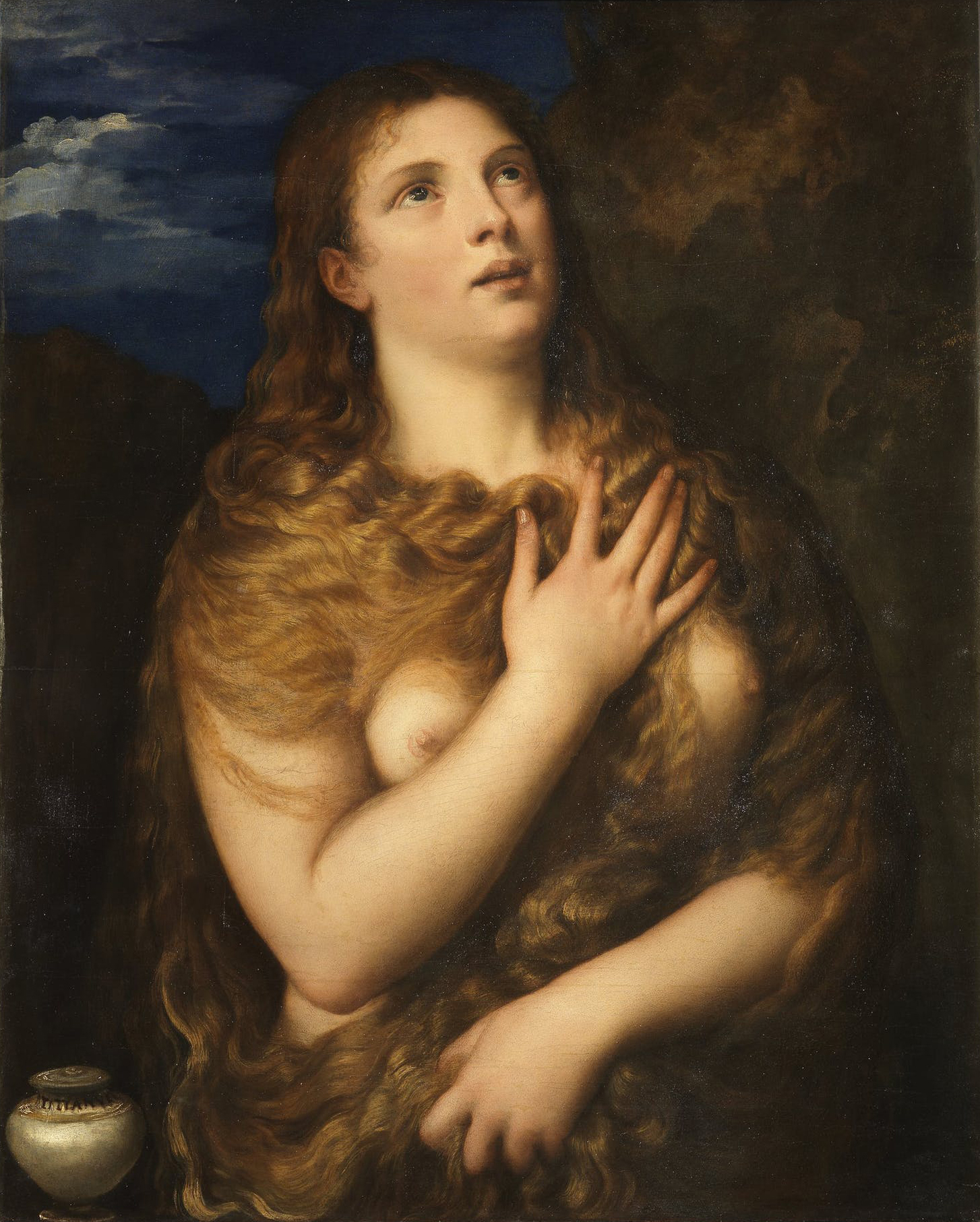
Titiaan, Boetende Maria Magdalena, ca. 1553